# Настольная игра с игровым полем

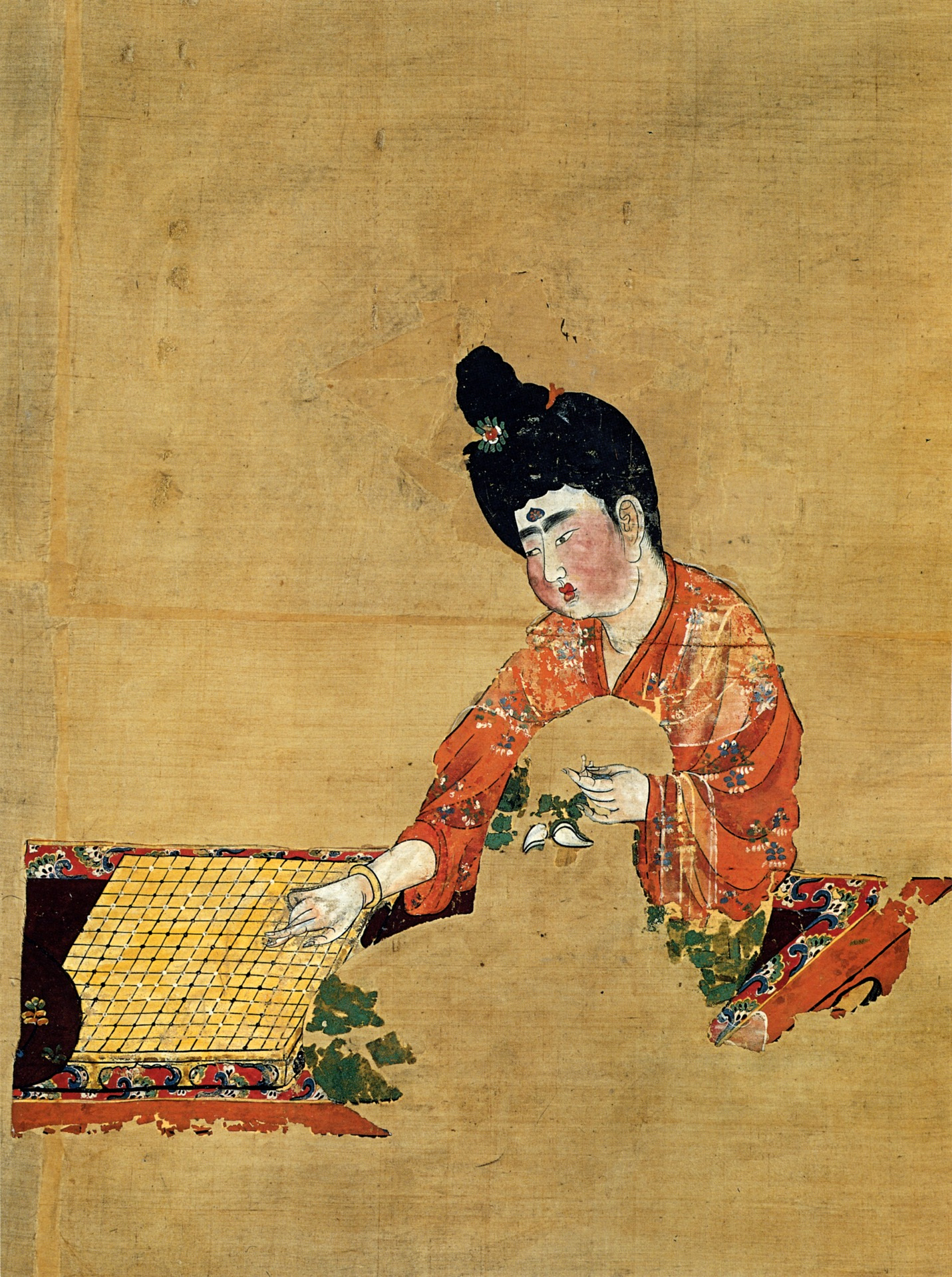
«Женщина, играющая в го», Китай, ок. 744 года

Насто́льная игра́ с игровы́м по́лем — разновидность настольной игры с использованием предварительно размеченной поверхности («поля»). Традиционные игры данного типа: шахматы, нарды, го, сёги — использовали деревянное поле, или доску, откуда происходит их обобщённое английское название board game (англ. board — доска, англ. game — игра).
При розыгрыше партии наряду с игровым полем, как правило, используются фишки или карточки, отмечающие ход игры. Часто используются игральные кости.

## Древние игры
Настольные игры с использованием досок известны с глубокой древности. Одной из первых подобных игр был сенет, известный в Древнем Египте с 3500 года до н. э. Несколько позднее, около 2000 до н. э., в Египте получила распространение игра «Псы и шакалы» («58 лунок»), которая была обнаружена в результате археологических раскопок под руководством Говарда Картера в гробнице в городе Фивы в 1922 году, а затем в 2018 году американским археологом Уолтером Кристом в Гобустанском Национальном парке на территории Азербайджана. Было выявлено, что данная игра пользовалась популярностью также в Месопотамии и Анатолии.
Возраст китайской игры го оценивают в 2500 лет. Ацтеки в доколумбовой Америке до начала нашей эры играли в патолли. Наконец, одна из самых известных настольных игр с игровым полем — шахматы, появившаяся на свет в Индии, известна не менее полутора тысяч лет. Наряду с шахматами, в древней Индии существовала настольная игра под названием «чаупар», упомянутая в эпосе «Махабхарата».
В Европе, в частности, в Скандинавии существовала подобная игре в шашки настольная игра «хнефтафл» («тавлеи»).

## Игры в средневековье
В эпоху средневековья игра в шахматы была усовершенствована. Одноцветная доска превратилась в черно-белую, были внедрены новые фигуры
В XVIII—XIX веках широкое распространения получили картонажные игры. На игровом поле изображалось то или иное событие: осада крепости, захват новых территорий и др. В России появились тематические игры: «Штурм Измаила», «Отступление Наполеона из Москвы» и т. д. одновременно с этим были изобретены такие игры, как лото, гусек и др.

## Современные игры
В Соединённом Королевстве в XIX веке появилась игра реверси, получившая наибольшую популярность в ХХ столетии.
С распространением массовой культуры началось бурное развитие настольных игр. В XX веке появились их новые виды, наиболее известными среди которых являются «Монополия» (1934, Чарльз Дэрроу), «Морской бой» (1931), «Скрэббл» (1938, Альфред Мошер Баттс; в русском варианте — «Эрудит»), «Риск» (1957), Mastermind (1970, в русском варианте — «Быки и коровы»), многочисленные игры немецкого стиля: «Колонизаторы» (1995, Клаус Тойбер), «Цитадели» (2000).